# Abbaye de Munster
L’abbaye de Munster, dite aussi abbaye Saint-Grégoire, est une ancienne abbaye dont les ruines se trouvent au centre de la ville de Munster, dans le département du Haut-Rhin, en France. L’abbaye a été fondée vers 660 dans la vallée de Munster, à la confluence de la Petite et de la Grande Fecht, bien qu’il ne soit pas exclu que des moines aient pu être établis dans la vallée dès 633. Créée dans le but de contribuer à la réintroduction du christianisme dans une région où il était en recul depuis la fin de l’Empire romain d’Occident, elle bénéficie des largesses des rois des Francs, notamment Childéric II et Louis le Pieux. Longtemps restée un établissement modeste, l’abbaye croît ainsi considérablement sous le règne de ce dernier et possède à la fin du IXe siècle une grande partie de la vallée.
La richesse de l’abbaye attire rapidement les convoitises et elle est l’objet dans les siècles qui suivent de nombreux conflits entre les évêques de Bâle, ceux de Strasbourg et les empereurs du Saint-Empire romain germanique. L’abbaye décline spirituellement et matériellement dès la fin du XIIIe siècle en raison du relâchement de la règle dans ses murs et de l’hostilité croissante de la population alentour, qui se convertit massivement au protestantisme au début du XVIe siècle. Le déclin de l’abbaye se poursuit jusqu’à l’annexion de l’Alsace par Louis XIV. Afin de favoriser le retour du catholicisme dans la région, l’abbaye de Munster est unie en 1659 à la Congrégation de Saint-Vanne et Saint-Hydulphe, dont les membres repeuplent et reconstruisent les bâtiments délabrés. Au cours du XVIIIe siècle, l’abbaye devient ainsi un centre intellectuel d’importance régionale, par lequel transitent par exemple l’abbé Charles Marchant ou le théologien Augustin Calmet. Cet élan est interrompu par la Révolution française, qui a pour conséquence la dissolution de l’abbaye ainsi que la confiscation et la revente de ses biens.
Une partie des bâtiments conventuels, notamment l’église abbatiale, sont détruits dans les années suivant la Révolution et la majeure partie du reste pendant les bombardements de la Première Guerre mondiale, ne laissant subsister que le logis abbatial et quelques ruines du cloître. L’ensemble de ces vestiges est inscrit au titre des monuments historiques depuis le 25 mai 1990. Après avoir été largement laissés à l’abandon depuis les années 1990, ils font l’objet au début des années 2020 d’un projet de valorisation.

## Le problème des origines
Tous les textes évoquant la fondation de l’abbaye de Munster sont postérieurs d’au moins cinq siècles à celle-ci. Les plus anciennes mentions de la création de l’abbaye se trouvent en effet dans une chronique de la fin du XIIe siècle, les Annales de Munster. Celle-ci indique d’abord que des moines ont habités la vallée de Munster pour la première fois en 633, puis, plus loin, que les moines sont arrivés vers 660. Les histoires rédigés postérieurement reprennent ces éléments et les embellissent : la fondation par des moines bénédictins apparaît au XVIe siècle, ils sont dits venir de Rome au XVIIe siècle et deviennent en plus d’origine irlandaise au XIXe siècle. À cette date, le récit, plus ou moins légendaire, est le suivant : l’abbaye aurait été fondée par des moines irlandais ou anglo-saxons, disciples de Grégoire Ier, qui auraient choisis de se retirer à l’écart du monde dans une vallée sans nom, sauvage et inhabitée. S’étant d’abord installés en 633 dans un lieu qu’ils appellent Schweinsbach, au fond de ce qui deviendra la vallée de Munster, ils déménagent en 660 au confluent de la Fecht et du Muhlbach, où il fondent l’abbaye,.
Les incohérences de cette histoire sont nombreuses. En premier lieu, la vallée n’était au VIIe siècle ni inhabitée, ni inculte : outre les établissements romains de Walbach, Wihr-au-Val et Metzeral, il existait une cour colongère à proximité d’Eschbach-au-Val,. En deuxième lieu, l’objectif des établissements monastiques de cette période étant de rechristianiser la région, il n’aurait pas eu de sens de s’établir à l’écart du monde. Par ailleurs, l’argument linguistique comme quoi le préfixe « Stoss- » de Stosswihr proviendrait de schott, « écossais », et prouverait l’origine iro-écossaise des moines est en fait de l’étymologie populaire sans réalité scientifique. Le site de Schweinsbach est au surplus exclut, car il n’a été occupé qu’à une époque plus tardive, probablement pas avant le XIIIe siècle. Il faut également noter que la règle bénédictine n’a commencé à pénétrer en Alémanie que dans le deuxième quart du VIIIe siècle, ce qui rend une fondation par des moines bénédictins improbable. Enfin, les Annales de Munster ne sont pas une source des plus fiables pour cette période, inventant par la suite de nombreux abbés qui seraient devenus évêques de Strasbourg.
L’état de la recherche au début du XXIe siècle établit un relatif consensus autour d’une fondation du monastère à la confluence entre la petite et la grande Fecht vers 660, fondation rapidement appuyée par Childéric II qui fait une importante donation à l’établissement en 675,. Il n’est toutefois pas entièrement exclut qu’un premier groupe de moines ait pu s’établir dans la vallée vers 633, peut-être plus en amont de la Petite Fecht, ni que les moines du second groupe aient été irlandais ou anglo-saxons.

## Histoire

### Constitution du domaine abbatial (VIIeauIXesiècle)

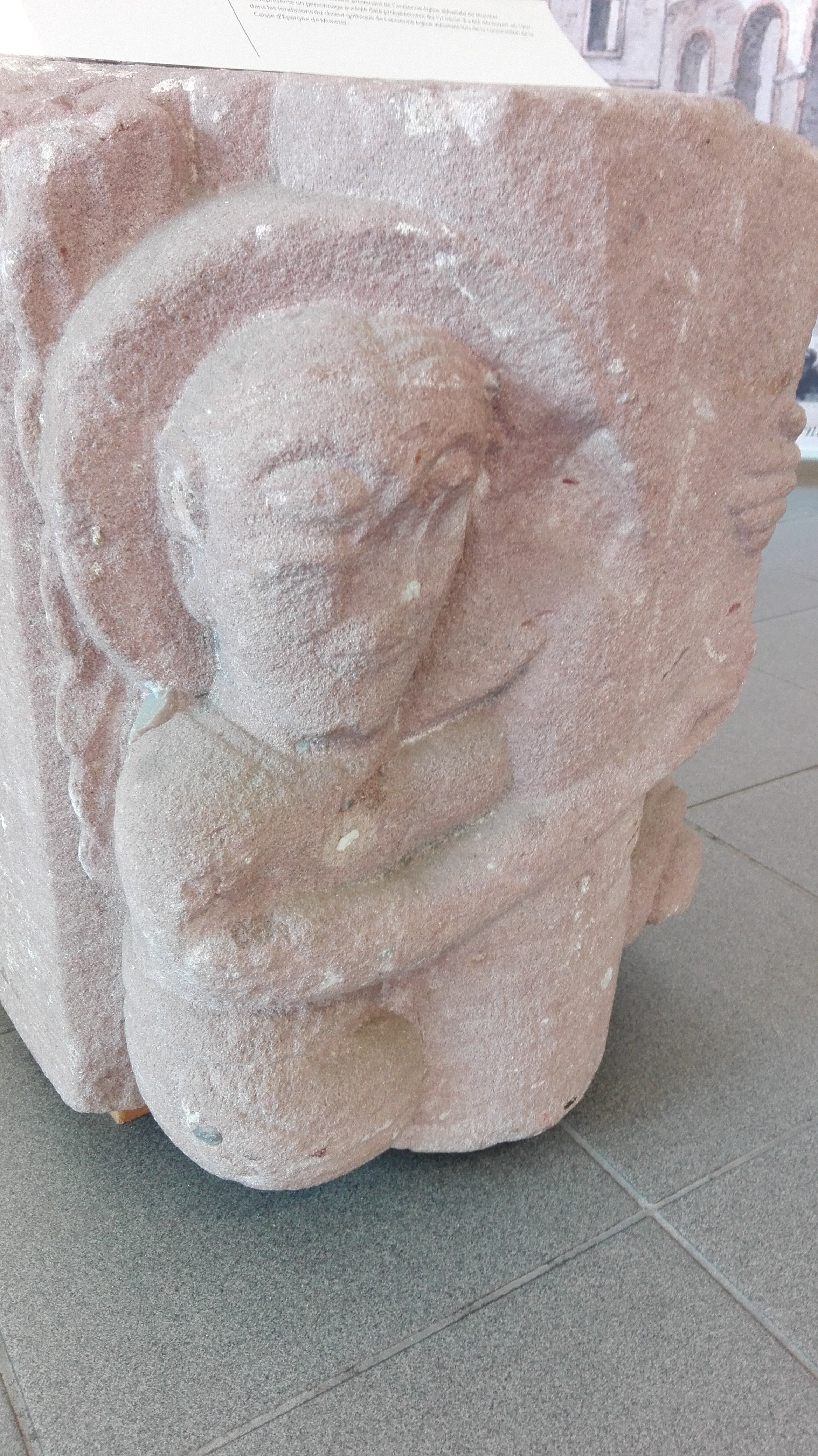
Chapiteau provenant de l’ancienne église romane, milieu ou deuxième moitié du XIIe siècle.

Après sa fondation vers 660, l’abbaye reste longtemps une affaire modeste. Déjà qualifié de « petit monastère » en 675, la situation semble avoir peu évoluée jusqu’au début du IXe siècle, l’abbaye étant classée à cette date par l’administration royale dans la catégorie des établissements monastiques n’ayant pas suffisamment de richesses pour payer des impôts ou fournir des hommes pour l’armée,. C’est surtout au cours du IXe siècle que l’abbaye croît, en grande partie grâce aux libéralités faites par Louis le Pieux en 823 et Lothaire en 843. À la fin du IXe siècle, le domaine de l’abbaye comprend ainsi la majeure partie de la vallée de Munster, à laquelle s’ajoute de nombreux villages dans la plaine d’Alsace et au-delà.

### Début du déclin (XIeauXIIIesiècle)
En 870, le traité de Meerssen partage la Lotharingie et l’abbaye entre dans les possessions de Louis le Germanique. La période qui suit est mal connue du fait de l’absence presque totale de sources. Les quelques éléments existant indiquent néanmoins que l’abbaye est un enjeu pour les différences puissances qui s’affrontent dans la région et se disputent les richesses locales. Elle tombe ainsi à la fin du IXe siècle dans le patrimoine du comte Éberhard, tandis que sa direction passe entre les mains des abbés d’Empire, nobles cumulant souvent les titres reçus en récompense de leur soutien à l’empereur ; ainsi en 1088 l’abbatiat échoit à Samuel de Wissembourg, qui est déjà abbé de Murbach depuis 1080.
Les quelques sources existantes laissent à penser que l’abbaye est en difficulté à partir du deuxième quart du XIIe siècle. Elle passe ainsi sous la tutelle de l’évêché de Bâle avant 1146, ce qui signifie qu’elle a perdu son statut d’abbaye impériale, et doit céder une partie de ses domaines. À la même époque des conditions climatiques défavorables engendrent famines et désastres : des inondations, un hiver particulièrement rigoureux suivi d’une longue sécheresse cause ainsi la mort de tous les frères convers en 1150. Enfin en 1183, l’abbaye brûle à deux reprises, le 15 mars et le 1er décembre.
À partir de la fin du XIIe siècle, l’abbaye passe alternativement du giron de l’évêque de Bâle à celui de l’empereur, jusqu’à ce que Frédéric II parvienne à s’imposer pour un temps vers 1213,. Frédéric II possède alors un tiers de l’avouerie, qui regroupe les droits temporels, comme celui de rendre la justice civile, de collecter les impôts, diriger des soldats, etc. Il pousse ensuite l’abbaye à lui remettre en 1235 les deux autres tiers en échange de la restitution du statut d’abbaye impériale, puis confie l’intégralité de l’avouerie à la Ville de Munster.
La situation de l’abbaye se dégrade encore pendant le Grand Interrègne : les Geroldseck prennent d’abord possession des lieux par l’intermédiaire de l’évêque de Strasbourg et construisent sans autorisation un château, le Schwartzenberg, sur les terres de l’abbaye pour s’en assurer le contrôle. Après la défaite des Geroldseck à Hausbergen en 1262, l’évêque de Bâle met une nouvelle fois la main sur l’abbaye. Ce dernier doit cependant y renoncer peu de temps après en faveur de Rodolphe de Habsbourg, qui avait entrepris de réintégrer dans le giron impérial les biens qui en avaient été spoliés pendant l’interrègne. Dans l’intervalle l’abbaye s’est considérablement appauvrie et a largement perdu de son influence régionale, notamment sur Colmar et Turckheim. Elle se trouve en outre de plus en plus menacée par la montée en puissance de la municipalité de Munster, élevée au statut de ville libre d’Empire en 1287.

### Brève embellieXIVesiècle
Après son accession à l’abbatiat en 1329, l’abbé Marcquart tente de redresser la situation. Il obtient d’abord le soutien du pape Benoît XII par l’intermédiaire d’une bulle papale confirmant le 7 janvier 1336 les privilèges et protections dont jouit l’abbaye. Il remet ensuite de l’ordre au sein de la communauté, qui ne respecte alors plus vraiment la règle bénédictine : les moines disposent ainsi de propriétés personnelles à Munster et Colmar et certains ne vivent plus dans les bâtiments conventuels, alors que la règle impose normalement la mise en commun des biens et la vie commune. Le nouveau règlement, instauré vers 1339 et ratifié par l’évêque de Bâle en 1348, essaye de mettre un frein à ces abus, ainsi qu’à l’emprise grandissante des laïcs sur les biens de l’abbaye.

### Époque moderne

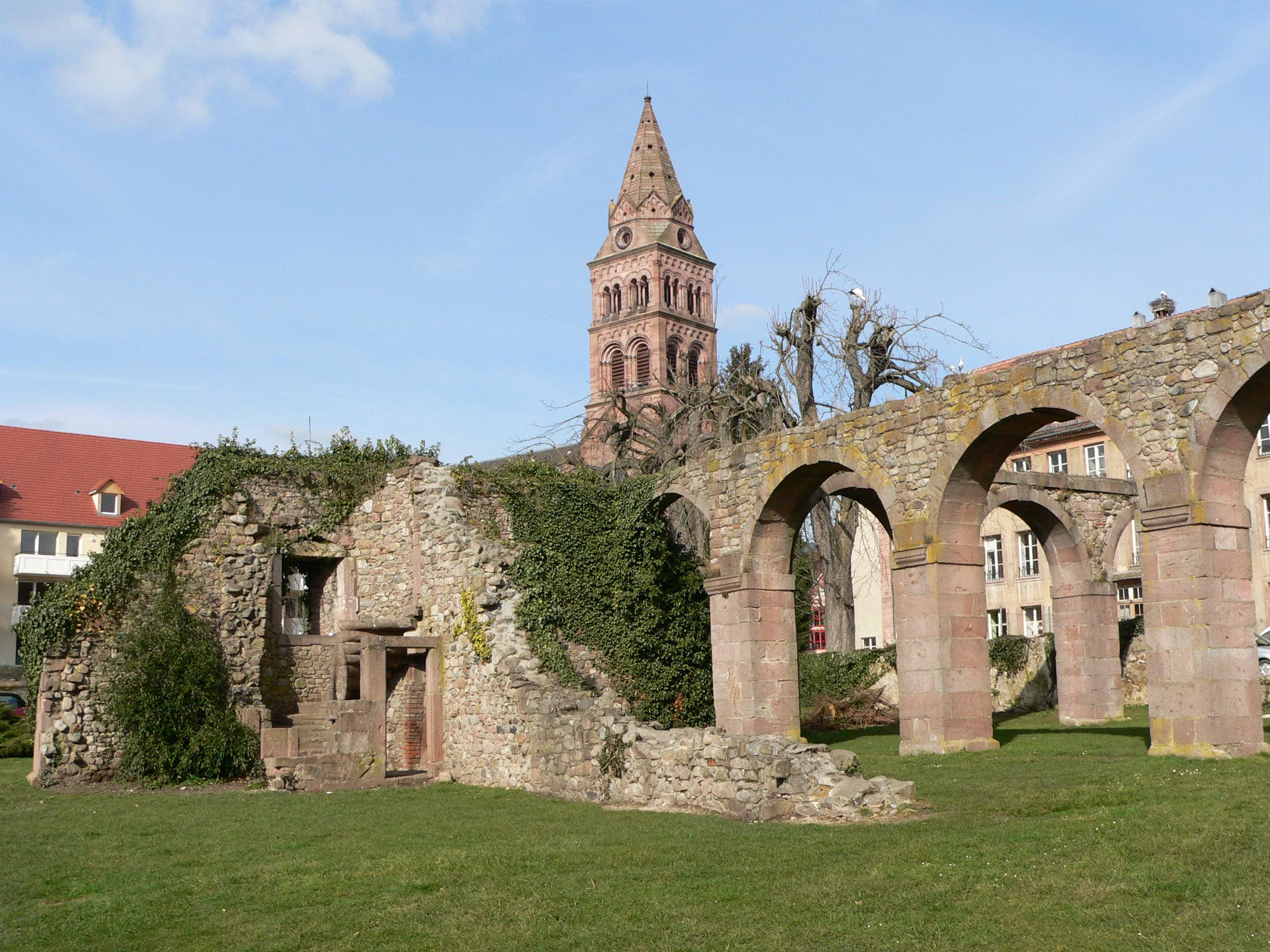
Ruines du cloître (XVIIIe siècle).

L’abbaye est forcée de renoncer à ses droits lors de la guerre des paysans, mais parvient à les récupérer lorsque la révolte prend fin. La suite du XVIe siècle voit cependant le déclin de l’abbaye se poursuivre : après la peste de 1539, il ne reste que deux moines et le nouvel abbé, Petermann d’Aponex, se révèle être un incompétent qui, après avoir vidé le trésor abbatial en dépenses de luxe, est obligé d’engager certains de ses droits. Profitant de la situation, les Munstériens, invoquant comme prétexte que l’abbé soutient le roi de France contre leur seigneur Charles Quint, envahissent l’abbaye et font prisonnier l’abbé.
À la mort de Petermann, il n’y a plus aucun moine à Munster. L’évêque de Bâle nomme Joachim Bremming abbé, mais celui-ci se révèle être un gestionnaire tout aussi catastrophique que son prédécesseur, au point que l’évêque le fait arrêter six ans plus tard. Le poste d’abbé reste ensuite vacant et l’abbaye vide de moines, ce dont les habitants de Munster, qui se sont entretemps convertis à la Réforme, profitent pour prendre leur indépendance. L’empereur intervient en 1568 en nommant abbé Henri de Jestetten, qui tente de réinstaurer les anciens droits de l’abbaye. La confrontation tourne cependant rapidement à l’affrontement armé et l’abbé fait entrer des mercenaires dans la ville pour contraindre les habitants de force. Toutefois, après de violents combats de rue et jusque dans l’église, l’abbé est forcé de se retirer. L’empereur envoie finalement son représentant dans la région, Lazare de Schwendi, afin de servir de médiateur dans la querelle. Après de longues négociations, un traité redéfinissant les droits de chacune des parties est signé en 1575, atténuant les tensions. La situation de l’abbaye continue cependant de se détériorer dans les décennies qui suivent, les abbés successifs se révélant plus intéressés par les plaisirs temporels que par la gestion du patrimoine de leur établissement ou la vie spirituelle de celui-ci.

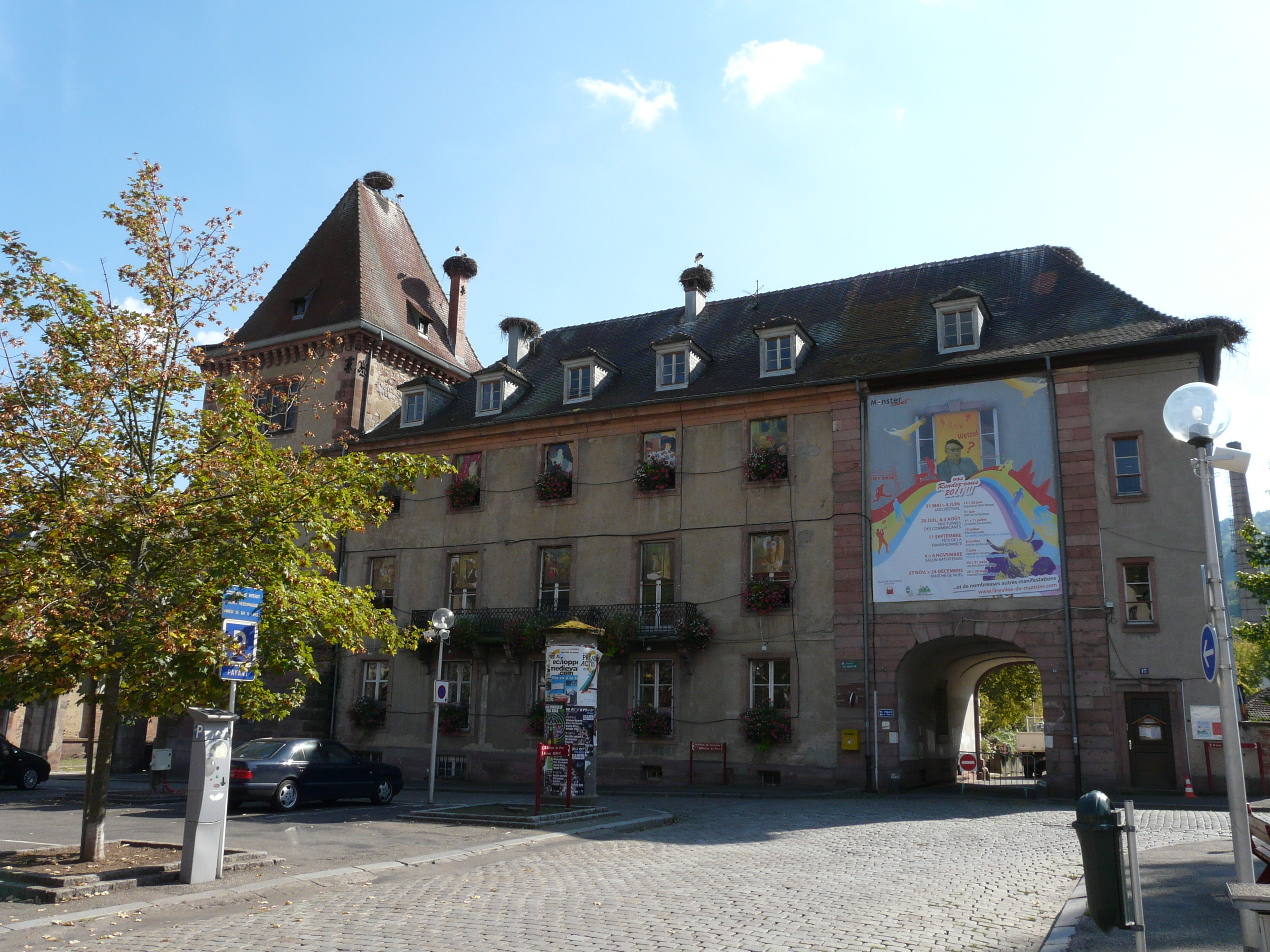
Palais abbatial (XVIIIe siècle) et tour (1872).

L’abbaye commence à se relever après l’annexion de l’Alsace à la France en 1648 : l’abbaye est unie en 1659 à la Congrégation de Saint-Vanne et Saint-Hydulphe, dont les membres viennent repeupler les bâtiments. Sous l’influence de ces nouveaux arrivants, qui sont davantage orientés vers la spiritualité que leurs prédécesseurs, l’abbaye devient au cours du XVIIIe siècle un centre intellectuel d’importance.
Comme beaucoup d'autres, l'abbaye ferme ses portes en 1790. Ses bâtiments sont utilisés pour installer une des premières usines textiles d'Alsace. L'église abbatiale est quant à elle démolie en 1802. En outre sont transférés à Colmar 8 000 volumes de livres dans la bibliothèque,.

## Bâtiments conventuels

Plan de l’abbaye de Munster (Haut-Rhin, France) et de son environnement immédiat dans son état de la fin du XVIIIe siècle. Légende : A : église abbatiale ; B : cloître ; C : palais abbatial, dit s’Bassial ; D : maison du prieur ; E : moulin ; F : potager ; G : verger ; H : orangerie ; I : jardin ; J : écuries ; K : pré ; L : cimetière ; M : halle au blé, dite Laub ; N : fontaine au lion.

L’abbaye a presque entièrement disparue du paysage urbain contemporain. Son emprise dans l’état du XVIIIe siècle est délimitée au nord-ouest par l’extrémité de la rue Sébastopol, l’immeuble du 1, rue Sébastopol occupant l’emplacement du potager. Au nord, la moitié orientale de la place du Marché recouvre le cimetière et une partie de l’église abbatiale, dont le chevet se trouvait à hauteur du 1, place de la Salle des fêtes. À l’angle sud-ouest et à l’extrémité d’un long bâtiment orienté nord-sud partant du chevet se trouve la maison du prieur, qui est devenue la médiathèque intercommunale. L’espace situé à l’est de ces bâtiments était occupé jusqu’à la rue de la République par un jardin à la française et une orangerie. Le côté sud de l’espace bâti était fermé par une rangée de bâtiments recouverts par la rue Marcel Haedrich. Plus au sud, un grand pré, dont l’espace est occupé par le site du Couvent des Manufactures Hartmann, faisait également partie de l’enclos abbatial.
Les plus anciens vestiges attribués à une église sont datés de la première moitié du Xe siècle et se trouvent au même emplacement que les églises postérieures. Cet édifice préroman faisait environ 10,50 m de large et 15 m de long et comprenait une nef à un seul vaisseau séparée du chœur par un chancel. Le sol était couvert d’une chape dont la surface est teintée en rouge avec du tuileau.
Cet édifice est remplacé au milieu ou dans la deuxième moitié du XIIe siècle par une nouvelle église de style roman. Le positionnement chronologique de cette reconstruction concorde avec un incendie mentionné dans les sources écrites en 1182, mais les fouilles archéologiques ne montrent pas clairement un lien entre les deux évènements. Le nouvel édifice comporte une nef à trois vaisseaux, un massif occidental et une tour de croisée. Certains matériaux sont prélevés directement sur le site, mais le grès utilisé pour les éléments ouvragés n’est pas disponible sur place et provient vraisemblablement des montagnes autour du Schratzmaennele et du Grand Hohnack, à environ 5 km au nord. Le premier cloître identifié est contemporain de cette église, à laquelle il est adossé au sud. Il donne au sud sur le réfectoire et le cellier, mais aucun bâtiment ne semble s’être trouvé à l’ouest.
Bien que les documents indiquent que l’incendie du 16 août 1348 a causé de grands dommages dans l’enceinte du monastère, ni les sources écrites ni les fouilles archéologiques n’évoquent de travaux consécutifs à cet évènement, le grand chantier suivant ayant lieu au XVe siècle,.

## Domaine

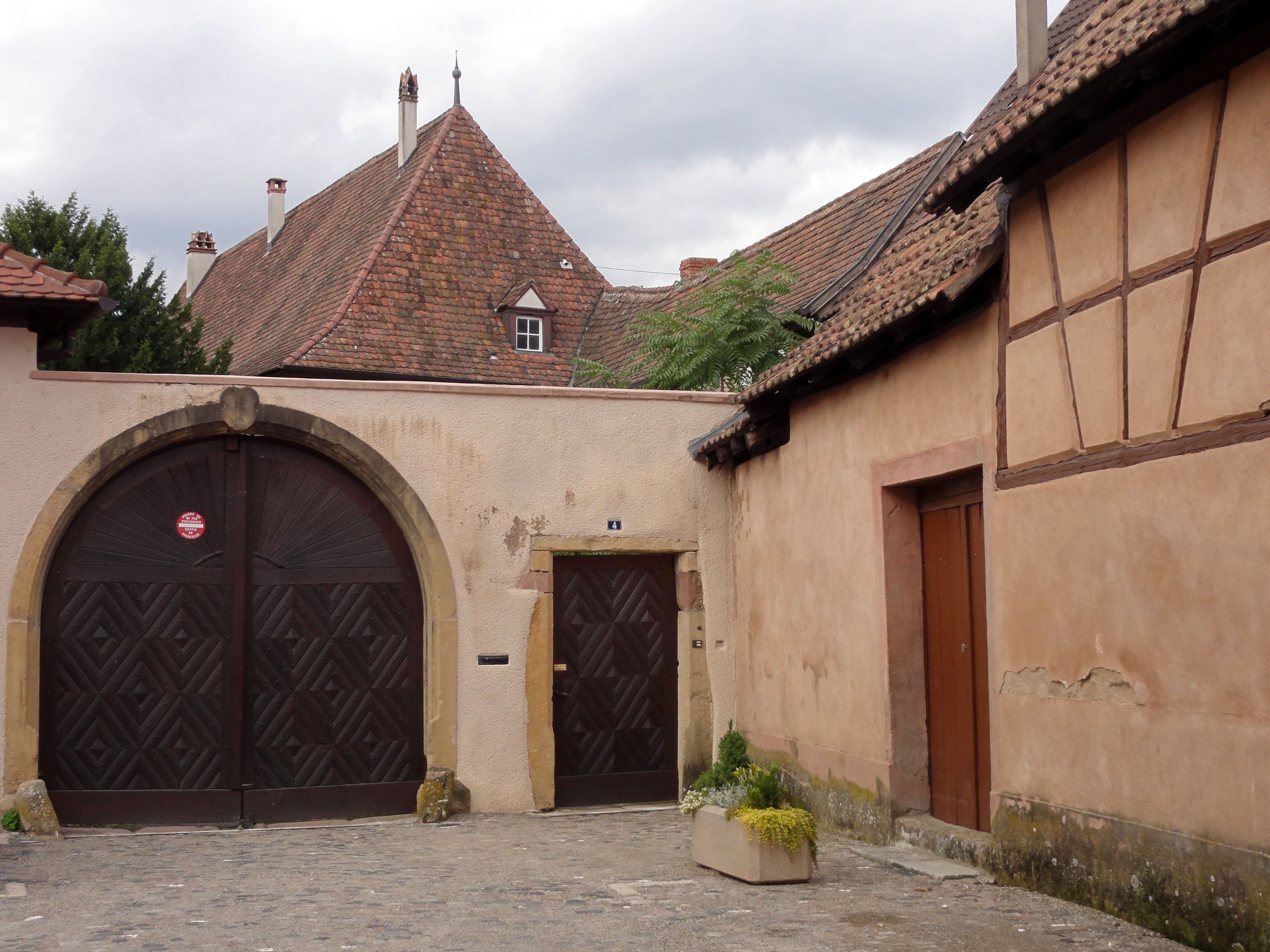
Cour de l’abbaye de Munster à Turckheim.

L’étendue du domaine compris dans la donation d’origine de Chilpéric II n’est pas précisément connue, la copie du XIIe siècle de l’acte de donation étant incomplète et l’original disparu. Ce territoire originel devait néanmoins comprendre vers 660 au moins l’ensemble de la petite vallée de la Fecht, ainsi que la partie nord de la grande vallée jusqu’au limites de l’actuelle commune de Gunsbach. En 823, Louis le Débonnaire fait don de la partie sud de la grande vallée comprise entre les actuels château de Schwarzenbourg et village de Breitenbach. À cette époque, la surface du domaine cultivable est probablement comprise entre deux mille et quatre mille hectares. D’autres accroissements font que le domaine comprend à la fin du IXe siècle la totalité de la vallée jusqu’à Munster, puis la rive gauche de la Fecht jusqu’à Turckheim. En dehors de la vallée, l’abbaye possède dans la plaine d’Alsace les villages de Balgau, Jebsheim, Modenheim, Ohnenheim, Ribeauvillé et Sundhoffen, ainsi que d’autres établissements dans le Brisgau, le Jura et en Lorraine, en particulier une exploitation de sel à Marsal.
Le domaine se restreint lors des troubles qui suivent la disparition de l’empire carolingien, puis lors du Grand Interrègne. À la fin du XIIIe siècle, l’abbaye a notamment perdu tous ses domaines hors d’Alsace, et une partie de ceux se trouvant dans la région. Dans la vallée même, différents seigneurs se sont emparés d’une partie des terres, dont Wihr-au-Val, tandis que l’avoué de l’abbaye s’est fait remettre Gunsbach et Griesbach, ce qui a pour effet de couper le territoire de l’abbaye en deux.

## Droits

### Droits économiques
Sur son domaine, l’abbaye dispose des droits de chasse, de forestage et de pêche, ainsi que le monopole de la vente du vin (banvin) pendant les périodes de Noël, Pâques et Pentecôte. Les habitants lui doivent la dîme, des jours de corvée, un loyer pour l’exploitation des terres et ont l’obligation d’utiliser, contre redevance, le moulin et le four de l’abbaye pour préparer leur pain. Les habitants redevables du cens n’ont pas le droit de déménager sans autorisation de l’abbé et l’abbaye peut prélever à leur décès le meilleur catel (Besthaupt). S’y ajoutent de multiples petites redevances en nature : les forestiers doivent une hache et une serpe par an, les chasseurs la tête des sangliers, les pêcheurs leurs meilleures prises, etc. En outre, les deux tiers du produit des amendes lui reviennent,.
À l’instar des autres biens ecclésiastique, l’ensemble des biens et droits de l’abbaye sont saisis en 1790. L’inventaire dressé en cette occasion le 15 juin 1790 montre que l’ensemble des droits perçus en 1789 se monte à 49 153 livres ; il s’agit d’une somme assez élevé, mais qui est insuffisante pour couvrir les dépenses de l’abbaye, dont les comptes montrent de fait pour la même année un déficit de 11 560 livres. Les principaux revenus sont ceux de la dîme sur la ville et la vallée de Munster (6 893 livres), de l’affermage des fermes du Fesseneck (4 081 livres) et du Schweinsbach (3 100 livres), ainsi que de l’exploitation des forêts (4 200 livres).

### Droits politiques et judiciaires
Sur son domaine, l’abbaye possède des droits étendus, y compris à Munster, bien que celle-ci soit, en théorie, ville d’Empire depuis 1235. L’abbé dispose notamment du pouvoir d’édicter des interdictions et des obligations (Zwing und Bann (de)), rattaché à la basse justice, ainsi que des droits de police (Schutz und Haft) sur les prés et les champs de la vallée jusqu’à la limite de la fonde des neiges,.
L’abbé nomme un tiers des membres du conseil de la ville et seul un de ces conseillers peut en être le président, ou stettmeister, ce dernier agissant également en tant que juge de l’abbaye. Dans tous les cas, les décisions du conseil restent soumises à validation de l’abbé.

### Administration abbatiale
La gestion temporelle de l’abbaye et de ses domaines est assurée par une administration. L’abbé nomme le Schultheiss et les autres membres importants de l’administration abbatiale, à savoir l’inspecteur des eaux et forêts, le surveillant des péages, le percepteur des dîmes, les sacristains et les gardiens de l’église.
Le Schultheiss, dont la charge n’est pas héréditaire, mais renouvelable à chaque fois qu’un nouvel abbé est élu, organise l’administration du domaine de l’abbaye et peut nommer lui-même les fonctionnaires subalternes, à savoir les deux appariteurs, le vérificateur des poids et mesures ainsi que le contrôleur des eaux et forêts. C’est également lui qui recrute les domestiques et autres valets, ainsi que le maréchal et le vicaire de l’église paroissiale. Le financement de l’administration abbatiale est à sa charge et il dispose pour ce faire du troisième tiers du produit des amendes. Il doit également à l’abbé divers paiements en argent et en nature, par exemple des socs de charrue.

### Administration religieuse
La communauté monastique s’administre elle-même, les moines ayant obtenus de Louis le Débonnaire le droit de choisir eux-mêmes leur abbé.
L’abbaye exerce également à partir du troisième quart du IXe siècle un certain contrôle religieux sur Colmar. Elle y dispose au début du XIe siècle du droit de collation, c’est-à-dire de nommer les curés. Cette influence s’estompe progressivement au cours du XIIIe siècle lorsque l’église devient une collégiale en 1234 : bien que le chapitre soit théoriquement sous l’autorité de l’abbé, celle-ci ne se manifeste que sous la forme du privilège qu’a l’abbé d’y célébrer une messe pontificale une fois par an. Dans le même temps, le développement des ordres mendiants réduit presque à néant l’influence religieuse de l’abbaye dans la ville.

## Biens mobiliers

### Trésor
Le trésor est réputé avoir contenu la couronne, le sceptre et l’épée du roi Dagobert — on ignore lequel —, dont il aurait fait don à l’abbaye. La couronne a disparu avec le reste du trésor à la Révolution, tandis que l’épée et le sceptre n’en faisaient déjà plus partie au début du XVIIIe siècle, sans que le moment où ils ont été perdu soit connu. Si les objets ont probablement existé, la réalité historique de leur légende est plus discutable. La couronne était utilisée par les abbés pour affirmer leur autorité temporelle sur la ville, un symbole utile dans le contexte des luttes de pouvoir entre celle-ci et l’abbaye.

### Bibliothèque
À la fin du XVIIIe siècle, l’abbaye de Munster possède une importante bibliothèque comptant environ 8 500 volumes. Celle-ci a été dispersée à la Révolution, la plupart des ouvrages identifiés, 4 726 sur 4 747 volumes, se trouvant désormais à la bibliothèque municipale de Colmar. Ces ouvrages, ainsi que les catalogues, montrent une bibliothèque spécialisée dans les études helléniques et hébraïques avec également, en plus des ouvrages classiques de théologie, une proportion non négligeable de livres à caractère purement scientifique.
La plupart des ouvrages conservés datent des XVIIe et XVIIIe siècles, posant la question du devenir de la part la plus ancienne de la bibliothèque. Il n’est pas impossible que celle-ci, notamment les manuscrits, ait été emportée par les moines avant les saisies révolutionnaires, en admettant qu’elle ait survécu aux incendies et aux guerres des XIIIe et XVIe siècles. Les plus anciens manuscrits connus de l’abbaye sont des fragments du Xe siècle d’une bible, d’une copie du De natura rerum de Bède le Vénérable et du Bellum civile de Lucain. Certains manuscrits antérieurs, notamment Missale Gothicum du VIIIe siècle de la bibliothèque vaticane, ont parfois été attribués à l’abbaye, mais ces attributions restent du domaine de l’hypothèse. Au total, quarante-trois manuscrits sont connus, dont seize pour la période s’étendant entre les Xe et XIIIe siècles, et seulement six sont enluminés. Un peu plus de la moitié se trouve désormais à la bibliothèque municipale de Colmar

### Collections
Outre la bibliothèque, l’abbaye possède également au XVIIIe siècle d’un cabinet de médailles. Le dernier abbé, Benoît Aubertin, semble avoir beaucoup œuvré à agrandir la collection, ayant acquis rien que pour l’année 1779 plus de mille monnaies antiques. L’ampleur complète de la collection n’est pas connue et elle a disparu à la Révolution. Il n’est toutefois pas établi si les moines l’ont emporté en s’enfuyant ou si elle a été volée avant les saisies, le procès verbal de l’inventaire de 1792 indiquant qu’aucune médaille n’a été trouvée dans l’abbaye.

## Sceau et armoiries
Les armoiries de l’abbaye sont frappées d’un portail d’église et se retrouvent sur son sceau. Ces armoiries ont été reprises par la suite par la ville de Munster,